# Ad Astra per Aspera (Зоряний шлях)
Ad Astra per Aspera (Ad Astra per Aspera) — друга серія другого сезону американського телевізійного серіалу «Зоряний шлях: Дивні нові світи». Сценарій епізоду написав Валері Весс; режисування Дани Горґан. Перший показ відбувся 22 червня 2023 року.

## Зміст
Наближається суд над Уною за приховування того, що вона іллірійка з незворотними генетичними модифікаціями. Уна згадує травму, яка сталася в її дитинстві, а батьки хвилювалися, що генетичні зміни буде виявлено, якщо вони підуть до лікарні. Зараз вона сидить навпроти капітана Марі Батель, яка каже, що Зоряний Флот готовий запропонувати угоду — якщо Уна визнає себе винною, її буде звільнено без тюремного терміну. Уна зауважує «безчесну» роль, але Батель запевняє, що це не призведе до її вигнання; вона стане вільним громадянином Федерації, і Зоряний Флот закриє її справу. Вона вважає це хорошою угодою, враховуючи докази, і захисник Уни з офісу генерального судді погоджується. Уна набирає цю розмову на бічній панелі, а Батель встає, щоб піти та дозволити Уні поговорити зі своїм радником. Уна запитує, як вона може отримати належного адвоката, коли її захисник працює на Батель.
Пайк переконує іллірійську адвокатку з цивільних прав Ніру Кетул виступити на захист Уни. Кетул стверджує, що закон про заборону генетичних модифікацій несправедливий і застосовується непослідовно. Та вказує на те, що адмірал Ейпріл порушив Головну директиву, коли вважав, що це було правильно. Капітан Пайк подорожував до світу в туманності Ваултера, шукаючи юридичної допомоги для Уни. Атмосфера планети не підходить для людей, тому він змушений носити дихальну маску. Проте його запас кисню становить два відсотки, і прилад починає подавати звукові сигнали; секретар сприймає це як доказ того, що Пайк насправді не відступиться. Секретар намагається влаштувати Пайку зустріч. Капітан не впевнений, що сталося між ними, але вказує, що Уна — її друг. Кетул відповідає, що Уна не її друг, і Пайк теж — це через її опозицію до політики Федерації. Він визнає, що Зоряний Флот (і він сам) помилявся щодо іллірійців. На Hetemit-IX він дізнався, що відбувається з іллірійцями, які намагаються змінити свої генетичні модифікації, щоб Федерація прийняла їх. Кетул саркастично вітає його з відкриттям емпатії та просить повідомити, коли решта Федерації зрозуміє це. Кетул вважає, що нечесне звільнення буде «легким виходом»; враховуючи «драконівські» расові закони Зоряного Флоту, Уна має бути рада, що її не звинувачують у заколот. Пайк здивований, оскільки розгляд було закрито, але Кетул має власні способи докопатися до правди, щоб врятувати життя клієнтів.
Кетул відвідує Уну в камері. Уна трохи засмучена тим, що першими словами, які її давня подруга сказала їй через двадцять п'ять років, були «Я тобі казала». Кетул відкидає будь-які спроби виправдань і каже переглянути коротку версію справи. Уна пояснює, що до двох місяців тому її справа була бездоганою, оскільки Зоряний Флот не знав (і тому не переймався) про те, що вона іллірійка. Але хтось видав її, і тепер Зоряний Флот хотів приховати будь-які докази того, що іллірієць піднімався на керівні посади — ніби її взагалі ніколи не було. Кетул прямо натякає, що ігри закінчилися, і вона повинна прийняти звільнення. Уна відмовляється, вважаючи, що вони не повинні більше ховатися. Кетул вирішує повідомити адвокату протилежної сторони, що угода про визнання провини була відхилена. Коли Уна дякує їй, Кетул каже, що робила це для себе та тих іллірійців, які не могли чи не хотіли приховувати, ким вони є.
Батель розлючена, оскільки вона стикається з тим, що Пайк відмовив Уні — їй довелося звернутися до всіх його послуг, щоб отримати угоду. Пайк наголошує, що місце Уни на його містку. Батель повідомляє Пайка, що вона не просила про цю справу, і вважає, що робить усе можливе, але зараз її розглядає генеральний суддя.
Уна і Кетул чекають в офісі адмірала Джавас на прибуття обвинувачення. Входить Батель у супроводі віце-адмірала Пасалка. Батель повідомляє Джавас, що звинувачення змінюються: крім фальсифікації її записів і порушення коду Зоряного Флоту щодо генетичної модифікації, Уну тепер звинувачують у кількох пунктах заколоту. Рекомендованим покаранням є ганебне звільнення та двадцять років ув'язнення у виправній установі Федерації.
Ла'ан намагається з'ясувати як Зоряний флот дізнався, що Уна генетично модифікована. На борту USS «Enterprise» Ла'ан приводить Кетул до каюти Уни, де вона може залишитися на час розгляду справи. Кетул просить копію Кодекс законів Зоряного Флоту та послужний список Уни. Ла'ан вказує на прецедент Зоряного флоту проти Віка. Кетул знає, що йдеться про «плід отруйного дерева» — закриття справи через технічні причини і незаконно отримані докази. Кетул цікавиться, чи знає Ла'ан щось про це.
Пайк переглядає записи справи, коли до нього підходить Батель. Вони знають, що його імені немає в списку свідків захисту. Пайк і Уна познайомилися, коли вона була в Академії, де він виступив з промовою про тестову місію, в якій він літав. Уна пізніше вказала на помилку, яку він зробив під час повторного входу. Ейпріл повідомив, що кожному хорошому капітану потрібен перший офіцер, який би сказав йому — коли він не правий. Батель пригадує, що він сказав їй те саме, перш ніж перейти до «професійного режиму», запитуючи як прокурора свідка. Вона чітко дає зрозуміти, що Пайк на місці свідка призведе до того, що його ймовірно звинуватять у змові, і це поставить під загрозу не лише кар'єру Пайка, але й всю його команду. Том у Батель наполягає — ніяких мотиваційних промов; говорити мають інші.
Ортегас і доктор М'Бенга сидять за столиком і спостерігають, як Спок розмовляє з адміралом Пасалком. Ортегас саркастично відтворює розмову між ними, наче вони були типовими беземоційними вулканцями. М'Бенга бачить основну напругу: Спок і Пасалк ненавидять один одного. Через мить Спок різко встає й підходить, вибачаючись за свій «випад» і визнаючи, що з колишніх колег його батька Сарека Пасалк був для нього найгіршим. Коли Спок йде, Ортегас і М'Бенга намагаються не розсміятися вголос.
На містку Ла'ан підходить до Ухури, вимагаючи будь-яких повідомлень, що стосуються Уни за останні шість місяців — включно з усіма корабельними особистими журналами. Ухура знає, що особисті журнали закриваються відповідно до правил, якщо командування Зоряного Флоту не накаже їх відкрити. Ла'ан намагається зробити це наказом, але Ухура відмовляється. Вона визнає, що Ла'ан намагається допомогти Уні. Але зазначає, що виконання незаконного наказу може призвести до біди у Ла'ан, чого Уна не хотіла б.
Батель починає справу, посилаючись на прецедент заборони Федерацією генної інженерії: євгенічні війни на Землі, які спричинили загибель десятків мільйонів. Генна інженерія була ні чим інши, як грою в Бога і ставить під загрозу суть природної еволюції.
Обвинувачення викликає Ейпріл для виступу, докладно розповідаючи, як Уна служила під його командуванням, коли він був капітаном «Ентерпрайза». Батель запитує, чи означає це, що Ейпріл інвестує у свою кар'єру, і він погоджується, що це буде. Вона запитує, чи знав він, що вона була генетично модифікована, і він відповідає, що ні. Потім Бател запитує, чи підтримував би він Уну в Академії, якби знав. Ейпріл спочатку уникає прямої відповіді, кажучи, що Уна була найталановитішим абітурієнтом, якого він коли-небудь зустрічав. Але коли Батель наполягає, він з жалем визнає, що не зробив би цього.
Кетул погоджується — це був закон. Потім вона просить Ейпріл визначити, що таке Загальний наказ один, отримавши заперечення з боку прокуратури через недоречність. Тлаггул скасовує заперечення, йому самому цікаво. Ейпріл пояснює, що Головна директива забороняла Зоряному флоту втручатися в розвиток інших культур. Кетул вказує на порушення Головної директиви Ейпрілом: у 2246 році попередження періканців, цивілізації до варпу, про апокаліптичний метеоритний потік, який ось-ось мав вплинути на їхню планету. У 2248 році, відправивши свого наукового офіцера поділитися технологією Федерації, щоб зупинити посуху рівня вимирання на планеті На'рел, іншому суспільству до варпу; і спустився на планету Ман-ус-II без офіцера служби безпеки та відкрив зоряний корабель цивілізації Огаук до варпу. Батель продовжує заперечувати, і цього разу Явас підтримує, нагадуючи, що свідок не був на суді. Кетул зазначає, що правила Зоряного флоту, здається, застосовуються лише тоді, коли капітан наказує. Вона зазначає, що Ейпріл неодноразово порушував Перший наказ Зоряного Флоту, і її прославляють як героя, а Уну звинувачують у порушенні закону — оскільки вона не мала права голосу в питанні власних генетичних модифікацій, які були зроблені раніше ніж вона навіть народилася. Коли вона відкидає правила Зоряного Флоту як нестійкі та суб'єктивні, помітно розлючений Ейпріл каже, що капітани Зоряного Флоту щодня рятували життя. А правила, які порушила Уна, були для того, щоб рятувати життя та запобігати геноциду; і знову наголошує, що відхилив би її заяву, якби знав про генетичні модифікації.
Кетул викликає Ла'ан, Спока та М'Бенгу як свідків захисту. Ла'ан і Спок розповідають про перші зустрічі з Уною. Ла'ан приносить Кетулу копію Уніфікованого кодексу правосуддя. Кетул запитує її про те, як прокуратура дізналася про Уну. Ла'ан із заминкою каже, що вона ще не робила цього. Це змушує Кетул здогадатися — Ла'ан підозрює, що Уна могла промовити це сама. Кетул підозрює, що це щось більше, а Ла'ан визнає, що боїться власної генетичної спадщини як нащадка Хана, і має острах, що через це вона може стати небезпечною.
Кетул дивує Уну, суд і команду, викликаючи її саму свідчити. Вона запитує, як довго Уна служить у Зоряному Флоті. Номер один розповідає як Федерація з упередженням ставиться до генетично модифікованих іллірійців і як це позначилося на її дитинстві. Вона пояснює, що приєдналася до Зоряного флоту, оскільки вважала, що знайде там захист від переслідувань. І вона ж сама видала себе, бо не хотіла більше приховувати свою сутність.
Пасалк відкидає доводи захисту як звернення до емоцій, коли важливим є закон. Уна була іллірійкою і збрехала про це, через це Пайк постане перед військовим судом. Він вважає Уну «токсичною» як у діях, так і в бездіяльності, і тому цілком логічно визнати її винною.
Пайк визнає, що знав секрет Уни, але не виказав його, хоча за законом повинен був. Кетул користується цим, щоб апелювати до правила: будь-хто, шукаючи захисту від переслідувань, може звернутися за допомогою до Зоряного флоту. Суд приймає таке формулювання та виправдовує Уну і Пайка. Трибунал вирішує задовольнити прохання Уни про надання притулку, і вона виправдовується за звинуваченнями проти неї.
Коли Кетул сяючи геть, Ла'ан вітає Уну з поверненням, кажучи, що без неї все було інакше. Уна бачить, що всі зібралися, і дивується, хто там керує кораблем без неї. Ортегас жартує, що корабель практично полетів сам, перш ніж Уна накаже їм повернутися на станції. Коли транспортна кімната порожніє, Пайк обіймає першого офіцера, радіючи, що вона повернулася.
З вами все гаразд. У вас всередині не ховається монстр.

## Сприйняття та відгуки
На сайті «Rotten Tomatoes» епізод станом на липень 2024 року отримав 100 % оцінки 6 оглядачів.
В огляді «StarTrek.com» зазначалося: «Командиру Уні загрожує військовий суд разом із можливим ув'язненням і ганебним звільненням із Зоряного флоту, а її захист знаходиться в руках адвоката, який також є другом дитинства з яким вона жахливо посварилася.. Однак з вами все в порядку. Монстра всередині вас нема.»
В огляді «Den of Geek» серію оцінено у 5 зірок з 5 та зазначено: «Краса Зоряного шляху завжди полягала в тому, як він використовує свої далекі пригоди, щоб оповідати про універсальні істини. Навіть якщо малоймовірно, що конкретна судова справа Уни раптово змінить громадську думку таким чином, щоб виправити всі помилки, які були скоєні. Але її стосунки з екіпажем, який не тільки пишається тим, що служить разом з нею, але й члени команди вважають її своєю — як наставника, друга чи члена родини — мають значення.»
«TV Tropes» здійснює детальний розбір аналогій, неспівпадінь та недоречностей епізоду.
В огляді «TrekMovie.com» зазначено: «Після бойовика та галактичних ставок прем'єри сезону „Дивні нові світи“ повертається до іншого знайомого жанру — з ефектною судовою драмою. Цього разу ставки особисті, але такі ж високі. Свобода Уни поставлена на карту, і, що важливіше, ідеали Зоряного флоту піддаються випробуванню під час судового засідання. Хоча швидший темп попереднього епізоду може сприяти кращому початку, проста, але сфокусована як лазер історія — пронизана ідеалізмом Зоряного шляху — сприяла кращому сприйняттю епізоду.»
На сайті «IMDb» станом на липень 2024 року епізод отримав 8.5 з 10 зірок схвалення при 5800 голосах.

## Знімались
| Актор             | Роль                    |
| ----------------- | ----------------------- |
| Енсон Маунт       | Крістофер Пайк          |
| Ітан Пек          | Спок                    |
| Джесс Буш         | Кристина Чапель         |
| Крістіна Чонг     | Лаан Нуньєн Сінгх       |
| Селія Роуз Гудінг | Нійота Ухура            |
| Мелісса Навія     | Еріка Ортегас           |
| Бабс Олусанмокун  | Доктор М'Бенга          |
| Ребекка Ромейн    | Номер Один              |
| Єтід Бадакі       | Ніра Кетул              |
| Едріан Голмс      | Роберт Ейпріл           |
| Мелані Скрофано   | Батель                  |
| Джим Аннан        | батько Уни              |
| Анна Клеп Бейтел  | дівчина                 |
| Кетрін Блек       | мати Уни                |
| Юджин Кларк       | вулканський суддя       |
| Нікі Гуаданьї     | Джавас                  |
| Бет Горнбі        | охоронець               |
| Алекс Кепп Горнер | комп'ютер "Ентерпрайза" |